# Bruine berkensteltmot
De bruine berkensteltmot (Caloptilia betulicola) is een vlinder uit de familie mineermotten (Gracillariidae). De wetenschappelijke naam is voor het eerst geldig gepubliceerd in 1928 door M. Hering.
De soort komt voor in Europa.